# Jabhatul Islamiya
Jabhatul Islamiya (JABISO), também conhecido como Frente Islâmica Somali (FIS), foi um grupo insurgente islamista na Somália.
O grupo participou da insurgência contra a Etiópia entre 2006-2009 após a invasão etíope da Somália em 2006, que derrubou o governo da União das Cortes Islâmicas. A organização tinha como objetivo resistir à ocupação militar etíope e formar um governo islamista na Somália.
A Jabhatul Islamiya se tornou pública pela primeira vez em dezembro de 2007 e foi acusada de ser o braço armado da Jama'at al-I'tisam, uma ramificação da Al-Itihaad Al-Islamiya. O presidente da organização era Ahmed Abdillahi Omar, enquanto o comandante militar chefe era Abdulqaadir "Kommandos", um ex-oficial do Exército Nacional Somali, empresário e ativista islamista. Em uma declaração pública emitida em 2008, a Jabhatal Islamiya declarou que havia sido formada em resposta à invasão etíope/estadunidense em grande escala que derrubou a União das Cortes Islâmicas e convocou todas as organizações de resistência a se unirem.
O grupo teria várias centenas de combatentes sob seu comando. O presidente Ahmed Abdillahi Omar declarou que o movimento colaborou com todas as forças de resistência que se opunham às forças etíopes; mas diferenças ideológicas entre a JABISO e a al-Shabaab teriam impedido uma cooperação significativa entre os dois. A JABISO estava intimamente ligada à Frente Unida de Libertação da Somália Ocidental (UWSLF), que operava na Região Somali da Etiópia (Ogaden). Durante os últimos dias da ocupação militar etíope em janeiro de 2009, a Jabhatul Islamiya ainda estava envolvida em batalhas com o Governo Federal de Transição da Somália.
Em janeiro de 2009 fundiu-se com a ala de Asmara da Aliança para a Relibertação da Somália, liderada pelo xeique Hassan Dahir Aweys, com as Brigadas Ras Kamboni, liderada pelo xeique Hassan Abdullah Hersi al-Turki, e um grupo menor, Mu'askar Anole, para formar o Hizbul Islam, que se tornou o segundo grupo insurgente mais poderoso (depois do al-Shabaab) na Somália, continuando a combater o Governo Transicional Federal e as tropas de manutenção de paz da AMISOM, após a retirada etíope.